# Lucifer's Friend
Lucifer's Friend est un groupe allemand de hard rock, originaire de Hambourg. Il est formé en 1970 par le guitariste Peter Hesslein, le chanteur John Lawton, le bassiste Dieter Horns, le claviériste Peter Hecht, et le batteur Joachim Reitenbach,. Le groupe incorpore des éléments de jazz et fusion dans sa musique, en particulier sur son quatrième album Banquet publié en 1974,.

## Historique
En 1969, après une tournée avec son ancien groupe Stonewall, le chanteur britannique John Lawton emménage en Allemagne,où il fait la rencontre de Peter Hesslein, Dieter Horns, Peter Hecht, et Joachim Reitenbach, membres d'un groupe local appelé The German Bonds. Ils s'associent ensemble pour enregistrer un premier album sous le nom d'Asterix en 1970 puis changent de nom pour Lucifer's Friend.

## Membres

### Derniers membres
- John Lawton (†) - chant (1968-1976, 1981-1982, 1994, depuis 2014), mort le 29 juin 2021.
- Peter Hesslein - guitare (1968-1982, 1994, depuis 2014)
- Dieter Horns (†)  - basse (1968-1982, depuis 2014), mort le 19 décembre 2020[6].
- Jogi Wichmann - claviers (1994, depuis 2015)
- Stephan Eggert - batterie (depuis 2014)

### Anciens membres
- Joachim « Addi » Rietenbach (†) - batterie (1968-1974), mort en 1974
- Peter Hecht - claviers (1968-1982)
- Herbert Bornhold - batterie (1974-1982)
- Mike Starrs - chant (1977-1981)
- Adrian Askew - claviers (1980-1982)
- Curt Cress - batterie (1994)
- Andreas Dicke - basse (1994)
- Udo Dahmen - batterie (1994)

## Discographie

### Albums studio
- 1970 : Lucifer's Friend
- 1972 : Where the Groupies Killed the Blues
- 1973 : I'm Just a Rock and Roll Singer
- 1974 : Banquet
- 1976 : Mind Exploding
- 1976 : The Devil's Touch
- 1978 : Good Time Warrior
- 1980 : Rock Heavies : Lucifer's Friend
- 1980 : Sneak Me In
- 1981 : Mean Machine
- 1994 : Sumo Grip
- 2015 : Awakening (compilation)
- 2016 : Too Late to Hate